# 双曲線軌道

青い線が双曲線軌道の例.

軌道力学ないし天体力学において双曲線軌道(hyperbolic trajectory)とは、ケプラー軌道の中で離心率が1よりも大きい軌道を指す。通常、この軌道上を運動する物体は中心天体に対して無限に遠ざかる。
放物線軌道と同様、双曲線軌道もまた脱出軌道である。ただし、双曲線軌道上をとる物体の軌道エネルギーは０より大きい（放物線軌道では0）、つまり、無限遠で運動エネルギーを失う放物線軌道と異なり無限遠でも運動エネルギーを有する。

## 軌道の表現
2次曲線は焦点を原点とする極座標 (r, φ) により
{\displaystyle r={\frac {L}{1+e\cos \phi }}}
で表される。離心率が e > 1 である双曲線の場合は、cos φ = −1/e、あるいは tan φ = ±√(e2 − 1) において分母がゼロとなるため、φ → ±arctan √(e2 − 1) において焦点からの距離が r → ∞ となる。
双曲線において長半径に相当するパラメータは、楕円と同じく
{\displaystyle a={\frac {L}{1-e^{2}}}<0}
と定義して負のパラメータに選ぶ場合と、符号を変えて
{\displaystyle a=\left|{\frac {L}{1-e^{2}}}\right|={\frac {L}{e^{2}-1}}>0}
と定義して正のパラメータに選ぶ場合の2通りの選び方がある。以降では前者を採用する。
真近点角 φ = 0 のとき、近点距離
{\displaystyle r_{\text{min}}={\frac {L}{1+e}}=|a|(e-1)=a(1-e)}
となる。

## 無限遠点での速さ
双曲線軌道における、中心天体から無限に離れた地点での速さ({\displaystyle v_{\infty }\,\!})は、エネルギー保存則より、
{\displaystyle v_{\infty }={\sqrt {\mu  \over {-a}}}\,\!}
ここで
- {\displaystyle \mu \,\!} は 中心天体の重力定数
- {\displaystyle a\,\!} は双曲線の軌道長半径に-1を掛けたもの

を表す。
{\displaystyle v_{\infty }\,\!}は(単位質量あたりの)軌道エネルギーと以下の式により一意に関係付けられる。
{\displaystyle 2\epsilon =C_{3}=v_{\infty }^{2}\,\!}
ここで、
- {\displaystyle \epsilon \,\!}は(単位質量あたりの)軌道エネルギー
- {\displaystyle C_{3}\,}は特性エネルギー

を表す。

## 軌道速度
双曲線軌道において、軌道速度 ({\displaystyle v\,})は以下の通り計算される。
{\displaystyle v={\sqrt {\mu \left({2 \over {r}}-{1 \over {a}}\right)}}}
ここで
- {\displaystyle \mu \,} は中心天体の重力定数
- {\displaystyle r\,}は中心天体からの距離,
- {\displaystyle a\,\!}は双曲線の軌道長半径に-1を掛けたもの

を表す。